# 九华旅游
安徽九华山旅游发展股份有限公司（上交所：603199，简称九华旅游，英文：Anhui Jiuhuashan Tourism Development Co.,Ltd.），是中国上海证券交易所的一家上市公司，主营业务为酒店业务、索道缆车业务、旅游客运业务及旅行社业务。
公司成立于2000年12月27日，是由安徽九华山旅游（集团）有限公司联合安徽省国有资产运营有限公司、安徽省信用担保集团有限公司、青阳县城市建设经营发展有限公司和安徽省九华山佛茶有限责任公司发起设立的股份有限公司。2015年3月26日，在上海证券交易所挂牌上市，是池州市首家主板上市企业。
2017年，公司实现营业收入1.13亿元，同比下降7.16%；实现净利润3037万元，同比下降18.41%。